# Maisons Jourdan
Les maisons Jourdan sont des maisons situées à Pérouges, en France.

## Localisation
Les maisons sont situées dans le département français de l'Ain, sur la commune de Pérouges.

## Historique
L'édifice est classé au titre des monuments historiques le 19 avril 1937.